# Schizurichthys pulcher
Schizurichthys pulcher è un pesce osseo estinto, appartenente ai redfieldiiformi. Visse nel Triassico medio (circa 245 - 240 milioni di anni fa) e i suoi resti fossili sono stati ritrovati in Australia.

## Descrizione
Questo pesce era di medie dimensioni e poteva oltrepassare la lunghezza di 20 centimetri. Come tutti i suoi rimili, era dotato di un corpo affusolato e piuttosto snello. La caratteristica principale che distingueva Schizurichthys dagli altri redifieldiiformi era data dalla particolare forma della coda: la pinna caudale era posta al termine di un vero e proprio peduncolo ristretto, ma soprattutto era presente un "lobo epassiale" separato, al di sopra del lobo superiore, bordato superiormente e inferiormente da fulcri sfrangiati. 
La testa di Schizurichthys era allungata, con un muso appuntito, occhi grandi e fauci molto ampie. La mandibola era dotata di denti appuntiti e molto piccoli. La pinna dorsale era posta appena dopo la metà del corpo, di forma quadrangolare e quasi opposta alla pinna anale (di forma simile ma un po' più ampia). Le pinne pettorali e le pinne pelviche erano piccole. La scaglie che ricoprivano il corpo di Schizurichthys erano di piccole dimensioni e sottili.

## Classificazione
Schizurichthys è un membro dei redfieldiiformi, un gruppo di pesci attinotterigi tipici del Triassico e del Giurassico inferiore. In particolare, in passato Schizurichthys venne attribuito a una famiglia a sé stante (Schizurichthyidae) a causa della particolare struttura della coda, ma successivamente è stato accostato alla famiglia Brookvaliidae (comprendente i generi Atopocephala, Ischnolepis, Brookvalia e Phlyctaenichthys), i cui membri erano tutti dotati di ampie fauci. 
Schizurichthys pulcher (il cui nome significa "bel pesce dalla coda separata") venne descritto per la prima volta da Wade nel 1935, sulla base di resti fossili ritrovati nel giacimento di Brookvale, in Nuovo Galles del Sud in Australia, in terreni risalenti al Triassico medio. 

## Paleoecologia
Schizurichthys era probabilmente un predatore di piccoli animali.